# Perogordo
Perogordo es una localidad perteneciente al municipio de Segovia, en la provincia de Segovia, comunidad autónoma de Castilla y León, España. Situada a 6.2 kilómetros al suroeste del centro de Segovia, en 2024 contaba con 16 habitantes. Siendo un municipio independiente, en 1857 se unió como un barrio a Madrona y esta a su vez en 1971 se convirtió en un barrio de Segovia.
En la localidad se encuentra la prisión de Segovia y una central fotovoltaica.

## Toponimia

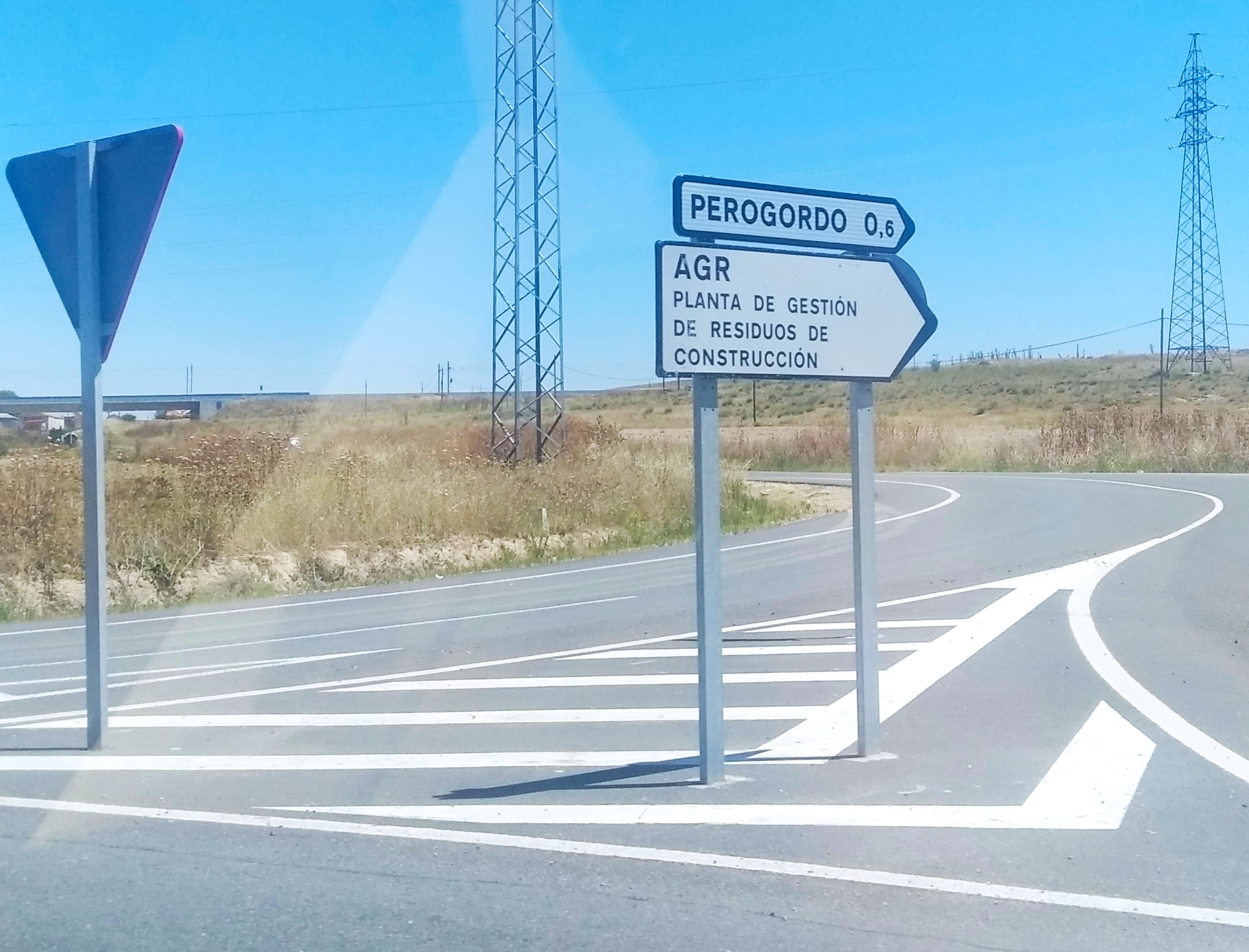
Nombre de la localidad en la señal de la N-110 que indica el desvío hacia Perogordo

La localidad es citada como Pero Gordo en 1290, en un inventario de las propiedades del Cabildo de Segovia, y por entonces era un pequeño arrabal de Segovia. El topónimo deriva del nombre propio Pedro, antiguamente Pero, que deriva del latín Petrus, «piedra, roca», y es un nombre muy abundante entre los cristianos debido a la fama que tenía San Pedro como primer papa, fundador y cabeza de la iglesia. Por su parte, Gordo era un apodo, que luego originaría un apellido, referido a una persona obesa. Deriva del latín gurdus, «pesado, lento, torpe». El topónimo, por tanto, haría referencia al nombre de su fundador o dueño, con un apodo relacionado con su físico.

## Geografía

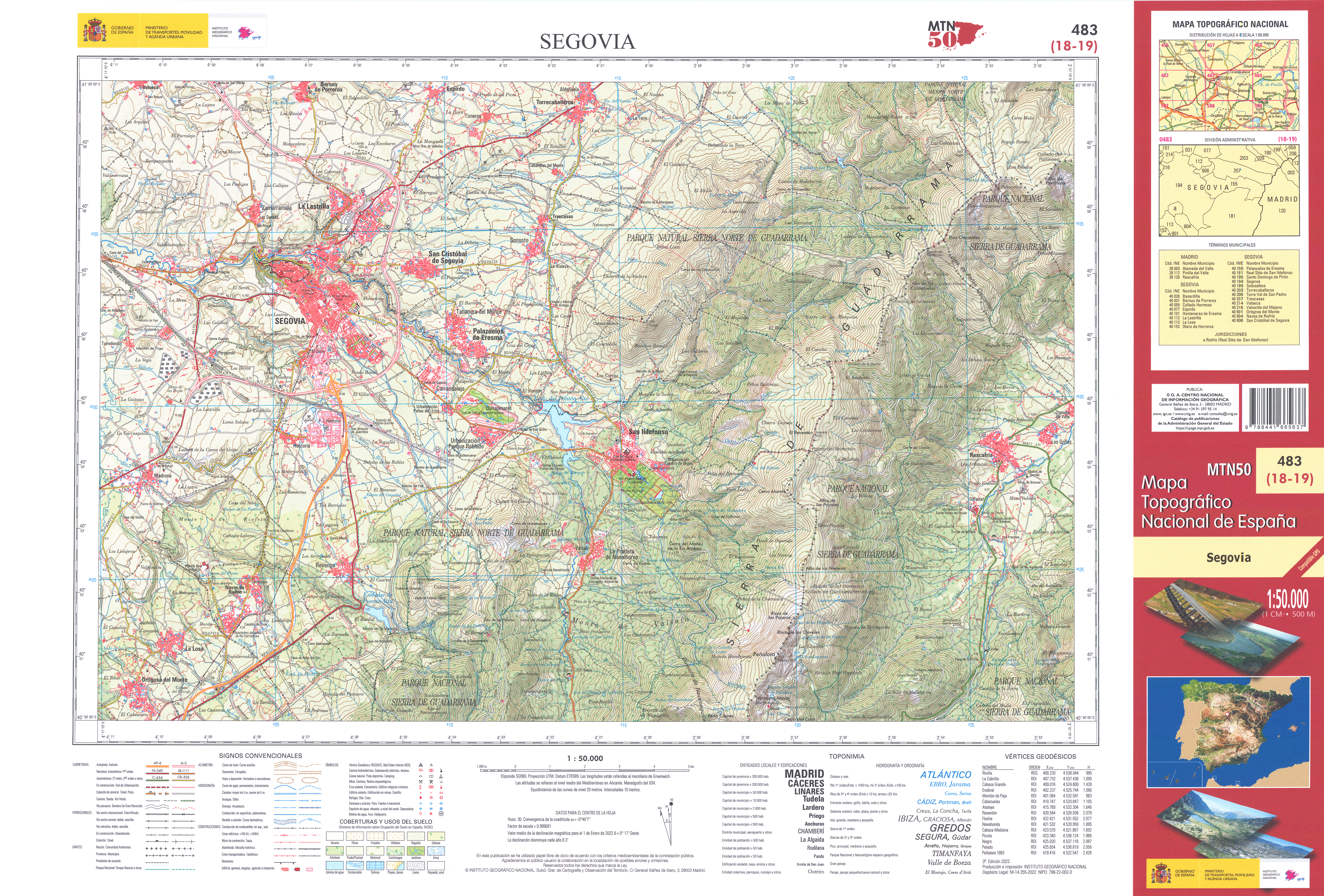
Fragmento de la hoja 483 del Mapa Topográfico Nacional de España de 2022 en el que se representa la localidad de Perogordo

Se encuentra a dos kilómetros del punto más cercano a Segovia capital. En la actualidad, Perogordo está dividido en dos barrios, el denominado barrio de arriba que está completamente en ruinas a excepción de las escuelas, local de la Asociación de Vecinos y una vivienda, y el de abajo, que es donde se encuentran la mayoría de las casas habitadas. Su zona urbanizada se encuentra muy próxima al arroyo Tejadilla.
| Noroeste: Torredondo | Norte: Segovia | Noreste: Segovia  |
| Oeste: Torredondo    |                | Este: Segovia     |
| Suroeste: Madrona    | Sur: Madrona   | Sureste: Hontoria |

## Historia

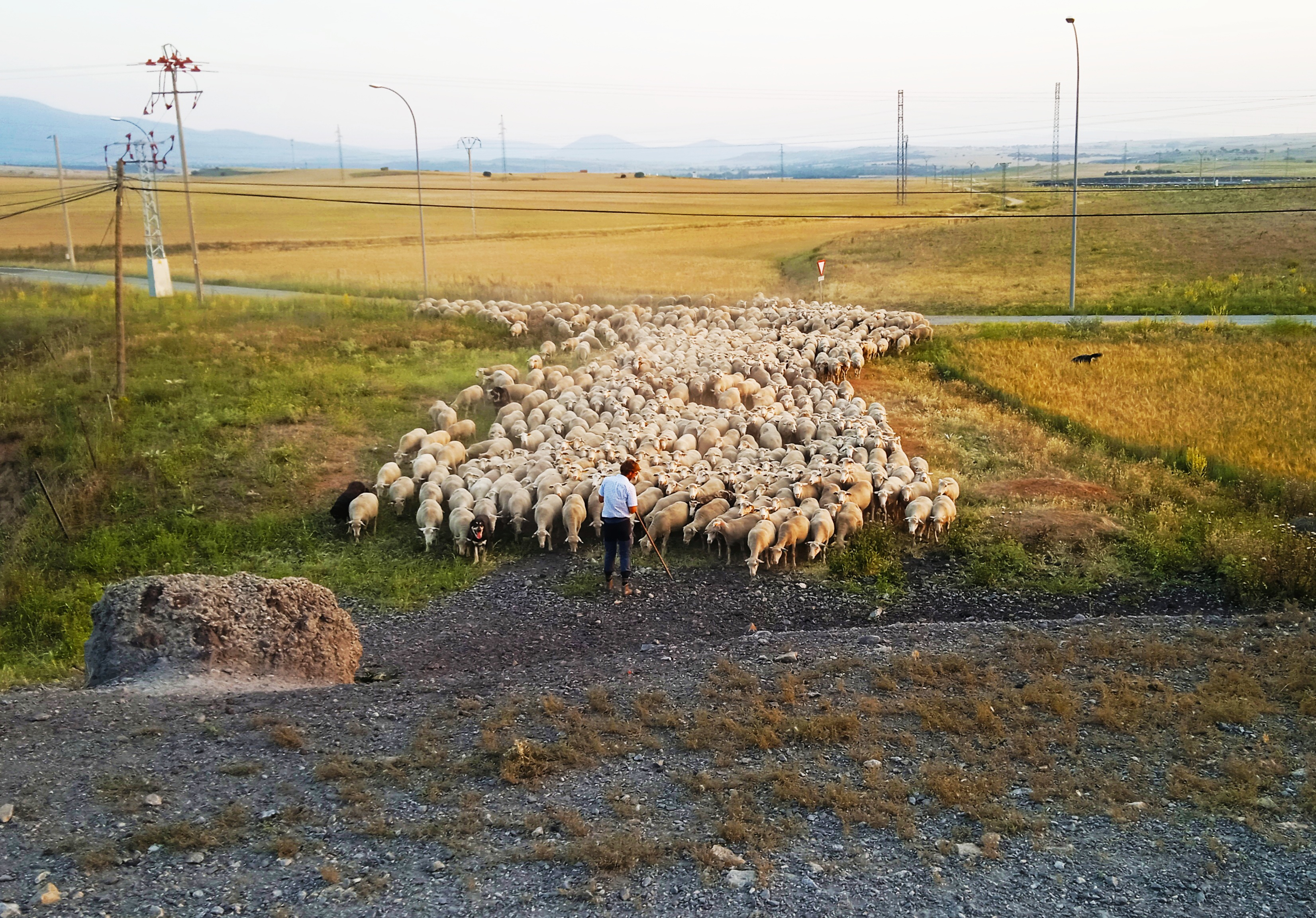
Rebaño trashumante en Perogordo

La zona de Perogordo ha estado habitada desde hace siglos, porque las primeras referencias que existen son del siglo XIII, cuando se cita en 1290 en un inventario de las propiedades del Cabildo de Segovia, siendo uno de los arrabales de la ciudad.
Con el paso de los años, el término pasó a ser propiedad del Conde de Puñonrostro, propiedad que con el tiempo perteneció a una orden franciscana mediante donación, probablemente los frailes mercedarios, que posteriormente lo quisieron vender a los vecinos, pero no se atrevieron. Posteriormente, el término, unas 600 hectáreas, fue adquirido por la familia Useros, a excepción de varias fincas privadas.
La iglesia parroquial estaba dedicada a San Sebastián, y fue construida en 1570 por los vecinos de la zona. El templo fue anexo a la parroquia de San Millán hasta que en 1843, según el diccionario de Madoz, fue declarado independiente. Posteriormente la localidad fue unida a Madrona. Hacia el siglo XIX, la iglesia estaba dedicada a la Visitación de Nuestra Señora. Según el diccionario de Madoz, Torredondo, actualmente otro barrio de Segovia, era entonces un barrio anejo de Perogordo.
Perogordo es un barrio incorporado de la ciudad de Segovia, siendo un municipio independiente en 1857 se unió como un barrio a Madrona y esta a su vez en 1971 junto con Zamarramala, Hontoria, Fuentemilanos, Torredondo y Revenga, esta última constituida después entidad local menor. Contó con una escuela, edificio actualmente reconvertido para la Asociación de Vecinos Virgen de la Visitación. La fragua fue eliminada en 2015 por el Ayuntamiento de Segovia a petición de los vecinos por su mal estado de conservación y su inutilidad.

## Demografía
Evolución de la población
| Gráfica de evolución demográfica de Perogordo entre 1828 y 2024 |
| |
| Población según el Diccionario geográfico-estadístico de España y Portugal de Sebastián Miñano. Población de derecho (1842 que es población de hecho) según los censos de población del siglo XIX. Población según Pedro Luis Siguero Llorente. Población residente (2000-2020) según los censos de población del INE. Población según el padrón municipal de 2024 del INE. |

## Patrimonio

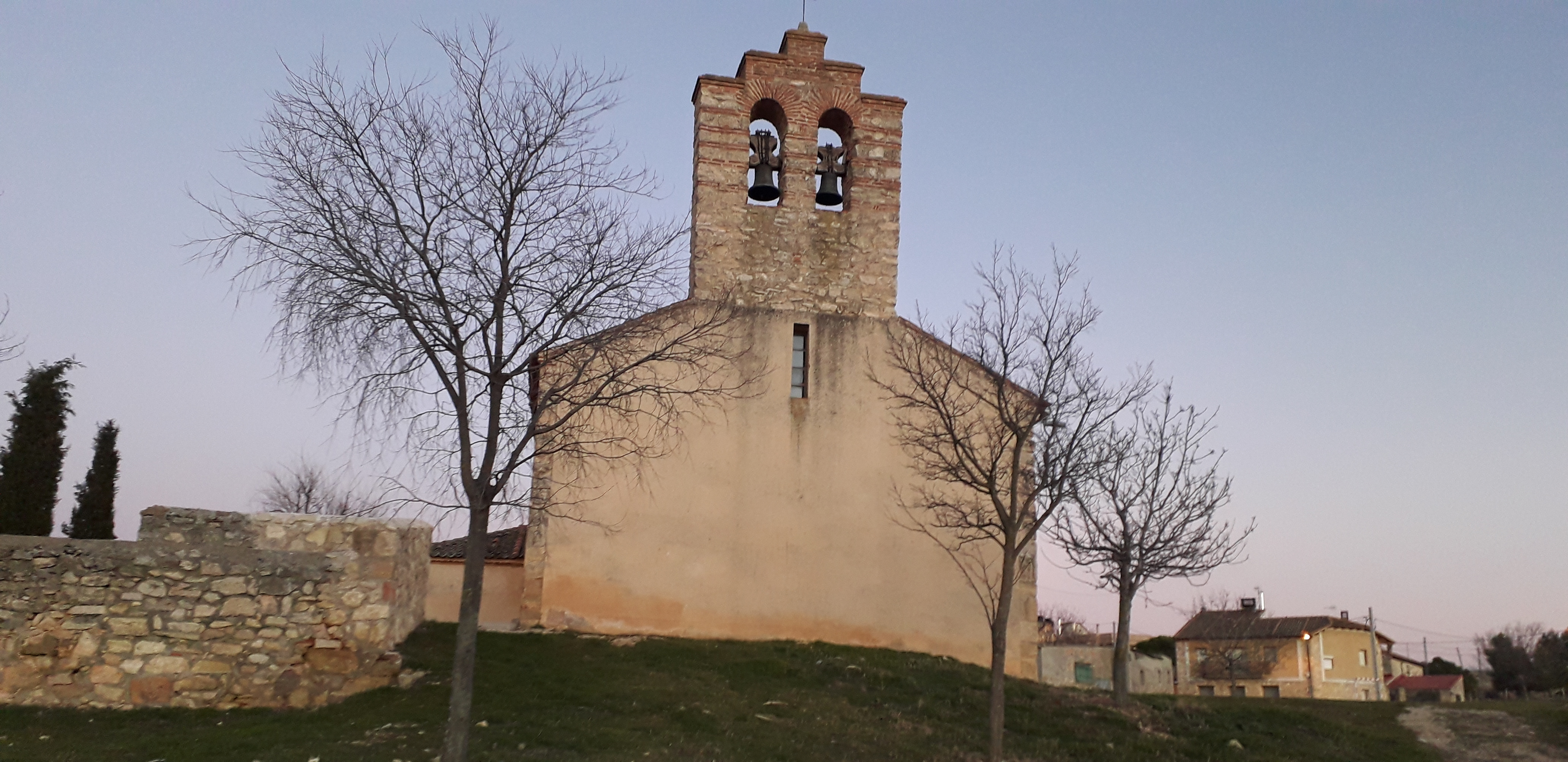
Iglesia Parroquial

- Iglesia parroquial de la Visitación o de Santa Isabel;[11][12]
- Puente de Perogordo sobre el arroyo Tejadilla;
- Exposición al aire libre de maquinaria agrícola antigua;[13]
- Túnel de Perogordo, de 156 metros de longitud, perteneciente a la extinta línea de ferrocarril Segovia-Medina del Campo ahora reconvertida en un camino para viandantes.[14]

#### Venta de Guedán

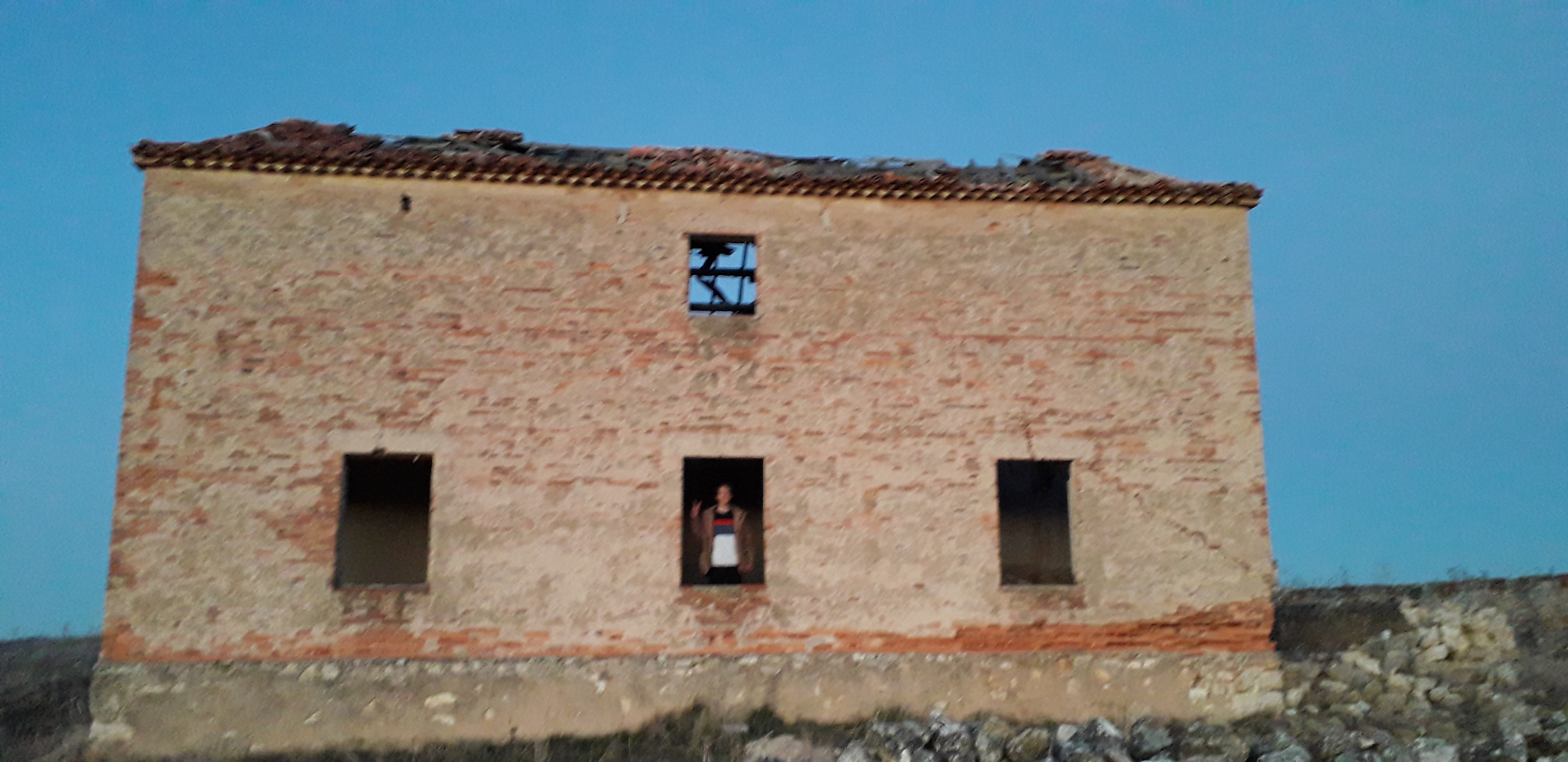
Una de las ruinas de la Venta de Guedán

Localmente se piensa que las primeras referencias conocidas sobre esta son principios del siglo XX, concretamente de 1906 cuando el extinto Ayuntamiento de Madrona califica el lugar como La Ventilla, en 1927 en el Mapa Topográfico Nacional la califica como Venta de Guedán (Casa de Labor) a escasa distancia de El abrevadero del Caño de Guedan. Por este motivo se pensaba que su origen sería en torno a esta época.
Sin embargo el 14 de septiembre de 1450, Enrique IV siendo todavía príncipe donó a Diego Arias Dávila las heredades mostrencas (de dueño desconocido) de entre otros Madrona, Perogordo y Guedan. Este dato hace ver que en este lugar llamado Guedan existía muchos siglos atrás, siendo quizás un caserío, finca o incluso un diminuto pueblo.